# Sloanea pubiflora
Sloanea pubiflora là một loài thực vật có hoa trong họ Côm. Loài này được Planch. & Linden ex Benth. miêu tả khoa học đầu tiên năm 1861.